# Segunda Batalha de Cárdenas
A Segunda Batalha de Cárdenas foi um confronto naval menor da Guerra Hispano-Americana travada em 11 de maio de 1898 no porto de Cárdenas, em Cuba, entre uma esquadra americana de 5 navios comandados pelo Capitão Chapman C. Todd e 3 pequenos navios espanhóis comandados por Mariano Mateu. A batalha resultou em um revés americano extraordinariamente caro que dissuadiu a Marinha dos EUA de empreender novos ataques ao porto.

## Antecedentes
Em maio de 1898, um pequeno esquadrão da Marinha dos Estados Unidos, composto pelos torpedeiros USS Foote e USS Winslow, as canhoneiras USS Wilmington e USS Machias e o US Revenue Cutter Hudson operavam na costa norte de Cuba. Em 11 de maio de 1898, esta frota entrou na Baía de Cárdenas para destruir as três pequenas canhoneiras espanholas supostamente atracadas no porto. Depois de varrer a área em busca de minas, o Capitão Todd ordenou que o Winslow se aproximasse da costa e investigasse um navio a vapor atracado ao lado do cais para determinar se o navio era um navio de guerra inimigo.
A esquadra espanhola baseada em Cárdenas era composta por três navios: Ligera, Alerta e Antonio López,  sob o comando do Teniente de Navío Mariano Mateu. O Ligera de 42 toneladas, que havia expulsado o Foote duas semanas antes em um encontro fortuito na foz do porto, estava sob o comando do Tenente Antonio Pérez Rendón, enquanto o Alerta, da mesma tonelagem, estava sob o comando do Tenente Pasquín. Ambas as canhoneiras montaram um canhão de 42mm e um máximo de 37milímetros. Antonio López era um pequeno rebocador armado com um canhão Nordenfelt,  e sob o comando do Tenente Domingo Montes Reguefeiros.  A linha comercial Compañía Transatlántica Española havia transferido o Antonio López para a Marinha alguns anos antes.

## Batalha

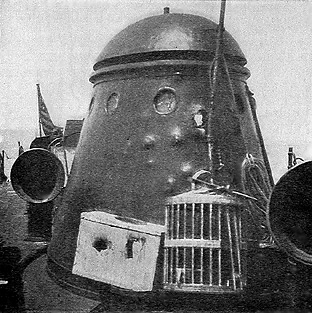
Torre de comando do USS Winslow, danificada por tiros espanhóis durante a batalha

Às 13h35, Winslow alcançou um ponto a aproximadamente 1.500 metros de sua presa, quando uma nuvem de fumaça branca do canhão de arco do Antonio López sinalizou o início de um duelo de artilharia que durou uma hora e 20 minutos. O Winslow respondeu com seus canhões de 1 libra. Os espanhóis concentraram seus esforços no Winslow, e ela logo recebeu vários golpes diretos. O primeiro tiro acertado no torpedeiro destruiu tanto o vapor quanto o leme manual. Sua tripulação tentou montar um sistema de direção auxiliar, mas ela girou de lado em direção ao inimigo e um tiro perfurou seu casco perto da casa de máquinas e desativou o motor principal de bombordo. Ela manobrou com seu motor restante para escapar do fogo inimigo e manteve um fogo de resposta constante com seus canhões de 1 libra. O Wilmington e Hudson usaram suas armas contra o navio e a costa espanhóis, e o fogo combinado dos três navios de guerra americanos colocou o rebocador espanhol fora de ação enquanto vários edifícios à beira-mar pegavam fogo.
Quase incapacitado, o Winslow solicitou ao Hudson que o rebocasse para fora de ação. O revenue cutter aproximou-se do torpedeiro atingido e instalou um cabo de reboque entre os dois navios. Quando o Hudson começou a rebocar o Winslow para o mar, um dos últimos projéteis espanhóis a atingir o torpedeiro atingiu-o perto do canhão de estibordo e matou o Guarda-Marinha Worth Bagley, que ajudava a dirigir as manobras do navio de guerra, levando instruções do convés para a base da escada da casa das máquinas. O  Guarda-Marinha Bagley ficou conhecido como o primeiro oficial da Marinha dos EUA morto na Guerra Hispano-Americana, morto junto com outros quatro marinheiros, John Barberes, John Daniels, George B. Meek e EB Tunnell.

## Consequências

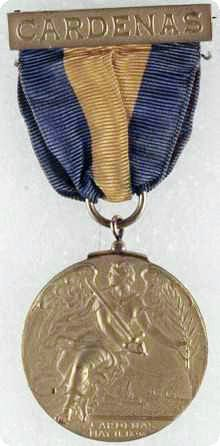
A Medalha de Honra de Cárdenas.

Gravemente danificado, o Winslow foi rebocado para fora da batalha. Seu comandante e vários outros membros de sua tripulação ficaram feridos. O Tenente John Bernadou viu que os mortos e feridos foram transferidos para o Hudson e então deixou o navio após passar o comando para o Chief Gunner's Mate George P. Brady, que - junto com o Chief Gunner's Mate Hans Johnsen e o Maquinista-Chefe T.C. Cooney - que mais tarde recebeu a Medalha de Honra.
Como na época os membros do Revenue Cutter Service não eram elegíveis para a Medalha de Honra da Marinha, o Congresso aprovou uma medalha especial concedida a eles, a Medalha de Honra de Cárdenas. Frank Newcomb, o comandante do Hudson, recebeu a medalha em ouro, seus oficiais a receberam em prata, e os tripulantes alistados em bronze. Do lado espanhol, o Teniente de Navío Montes, comandante do Antonio López, recebeu a Cruz Laureada de São Fernando.
A esquadra espanhola de canhoneiras, composta por duas lanchas a vapor e um rebocador armado, permaneceu ilesa até o final da guerra, quando todas as unidades foram vendidas pelo governo espanhol.
Outro resultado foram os processos judiciais iniciados devido aos danos sofridos à propriedade privada. A área circundante da batalha, perto da atual cidade turística de Varadero, foi considerada uma comunidade de elite que era o lar de muitas famílias aristocráticas cubanas de ascendência europeia e vários assumiram casos com o Comité do Tratado Espanhol do pós-guerra pars receber indenização por danos causados às suas casas ou empresas. O caso mais notório foi o da socialite e herdeira Enriqueta García Martín e seu marido, o proprietário de terras Francisco E. Cazañas por danos às terras de sua propriedade em Buena Vista, perto da Baía de Cárdenas, que incluíam extensas terras agrícolas e uma grande plantação de açúcar. O casal recebeu um total de US$ 13.138 (mais de US$ 440,430 em 2024 quando ajustado pela inflação) do Secretário do Tesouro dos EUA,  a segunda maior quantia concedida pelo Comitê do Tratado Espanhol e a maior para qualquer cidadão particular que não representava uma empresa.

## Ordem de batalha
Espanha
- Canhoneiras
  - Ligera
  - Alerta
- Rebocador armado
  - Antonio López

Estados Unidos
- Canhoneiras
  - USS Wilmington
  - USS Machias
- Torpedeiros
  - USS Foote
  - USS Winslow
- Chalupa
  - USRC Hudson